# Академическая гребля на летних Паралимпийских играх 2016
Соревнования по академической гребле на Летних Паралимпийских играх 2016 года в Рио-де-Жанейро, проводились с 9 по 11 сентября 2016 года на Родригу-ди-Фрейтас. Там же проводились соревнования летних Олимпийских игр.
В академической гребле разыгрывались 4 комплекта медалей. Приняло участие 96 спортсменов, из них 48 мужчины и столько же женщин из 25 стран. Дистанция для пара-гребцов 1000 метров, олимпийская дистанция - 2000 метров.

## Классификация спортсменов
Спортсмены классифицировались в различные группы в зависимости от степени инвалидности. Система классификации позволяет спортсменам с одинаковыми нарушениями конкурировать на равных.
- AS - спортсмены, нарушения которых позволяют использовать только руки для ускорения лодок. Такие спортсмены соревнуются в одиночных лодках как среди мужчин, так и среди женщин.
- TA - спортсмены, нарушения которых позволяют использовать не только руки, но и туловище. Соревнования проходят в смешанных командах (мужчины/женщины) на лодках-двойках.
- LTA - спортсмены, которые могут использовать руки, туловище и ноги. Такие спортсмены соревнуются в командах по 4 человека (2 мужчин/2 женщины).

## Календарь
| З | Заплывы | Д | Дополнительный отбор | Ф | Финал |

| Раунд↓/Дата →                | Ср 7 | Чт 8 | Пт 9 | Сб 10 | Вс 11 | Пн 12 | Вт 13 | Ср 14 | Чт 15 | Пт 16 | Сб 17 | Вс 18 |
| ---------------------------- | ---- | ---- | ---- | ----- | ----- | ----- | ----- | ----- | ----- | ----- | ----- | ----- |
| Мужчины-одиночки             |      |      | З    | Д     | Ф     |       |       |       |       |       |       |       |
| Женщины-одиночки             |      |      | З    | Д     | Ф     |       |       |       |       |       |       |       |
| Двойки смешанные             |      |      | З    | Д     | Ф     |       |       |       |       |       |       |       |
| Четвёрки смешанные с рулевым |      |      | З    | Д     | Ф     |       |       |       |       |       |       |       |

## Участвующие страны
| - Австрия (1) - Австралия (8) - Аргентина (1) - Бразилия (3) - Канада (5) - Кения (1) - Китай (9) | - Франция (7) - Германия (6) - Великобритания (8) - Венгрия (1) - Зимбабве (5) - Ирландия (5) - Израиль (3) | - Италия (6) - Латвия (2) - Литва (1) - Нидерланды (3) - Норвегия (1) - Польша (2) | - ЮАР (6) - Республика Корея (1) - Украина (8) - США (9) - Япония (2) |